# Paroisse St-Clément d'Ottawa
Pour les articles homonymes, voir église Saint-Clément.

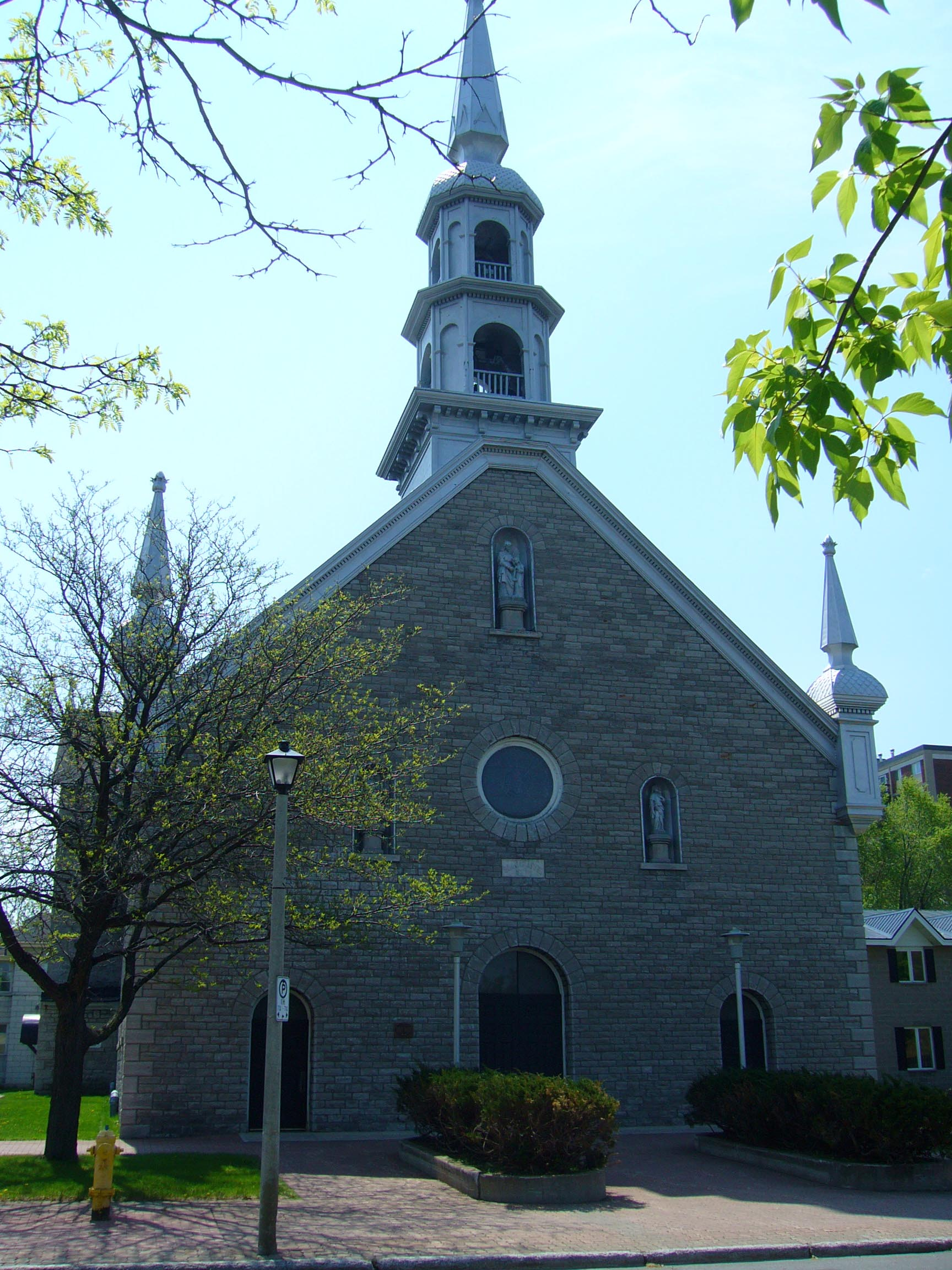
Ste-Anne's Church Ottawa

La paroisse St-Clément d'Ottawa est une paroisse catholique située à Ottawa, au Canada. Il s'agit d'une paroisse catholique célébrant la messe tridentine et fréquentée par les communautés francophones et d'anglophones. La paroisse Saint-Clément se rencontre à l'église Ste-Anne au Lowertown.  

## Histoire
L'histoire de la paroisse Saint-Clément est l'histoire d'un groupe dévoué de fidèles, qui ont créé leur propre paroisse à partir de zéro. Tout débute en 1968, lorsque l'archevêque Joseph-Aurèle Plourde autorise un petit groupe de catholiques, restés attachés à la tradition liturgique de l'Église, de continuer à utiliser le rite tridentin. Ce groupe de laïcs trouve un prêtre âgé qui accepte de célébrer l'ancienne messe. Ils reçoivent alors la permission d'utiliser la chapelle du monastère des sœurs adoratrices du Précieux-Sang, situé sur Echo Drive, à Ottawa. Au début des années 1970, la collectivité a appris à utiliser la messe de Paul VI, ce qu'ils ont fait, mais en utilisant la langue latine. 
La communauté continue à se réunir au monastère du Précieux-Sang jusqu'en 1984, date à laquelle les sœurs entreprennent une rénovation de leur chapelle, qui devient inadaptée à la célébration du rite tridentin. La communauté latine reçoit l'autorisation de récupérer les anciens autels des sœurs. Ils font alors l'acquisition d'un petit bâtiment situé à Gloucester, dans la banlieue d'Ottawa. Ils l'aménagent en chapelle, qu'ils placent sous le patronage de saint Clément, pape et martyr.
La communauté continue à célébrer dans cette chapelle jusqu'à l'été 1993, lorsque le successeur de Mgr Plourde, Mgr Marcel Gervais, met à leur disposition une église construite avant la réforme liturgique, avec un presbytère, à l'angle de Mann et Russell avenues, dans le quartier Côte-de-Sable. Construit en 1957, ce bâtiment avait servi à la paroisse de langue française Saint Pie X jusqu'en 1983, lorsque le bâtiment a été vendu à l'évêché maronite d'Ottawa et rebaptisé Saint-Charbel. La communauté maronite d'Ottawa était à cette époque en pleine expansion, en raison de la guerre civile libanaise. En 1993, les Maronites ont déménagé dans une plus grande église de Vanier. 
La communauté a été desservie au départ par trois prêtres âgés, qui étaient familiarisés avec les rubriques tridentines de la messe. La Fraternité sacerdotale Saint-Pierre se préparant à ordonner son premier homme né au Canada, il a été convenu que la FSSP attribuerait un prêtre aux besoins de la communauté Saint-Clément. 
En 1997, lors de la fête patronale du 23 novembre, Mgr Gervais a érigé la paroisse Saint-Clément en statut canonique bilingue, avec indult pour desservir les fidèles désireux de pratiquer leur culte selon le rite romain ancien. Le paroissien Bernard Pothier a écrit toute l'histoire des origines de la paroisse Saint-Clément, publiée à l'occasion du trentième anniversaire de la paroisse en 1998. Des copies sont disponibles auprès de la paroisse. 
À l'été 2005, l'église a subi une restauration : une grande arche suspendue à des colonnes corinthiennes a été construite sur le mur dans le sanctuaire, afin d'entourer le crucifix. De petits travaux de rénovation ont également été effectués sur les autels latéraux de la Sainte Vierge et de saint Joseph : de petits arcs faits de moulures et peints ont été mis en place. Une campagne pour récolter des fonds a également été lancée pour acheter des vitraux à l'église.
La paroisse commence à occuper l'église Sainte-Anne en 2012.

## Responsables paroissiaux
- abbé Erik Deprey (2013-aujourd'hui)
- abbé Philip Creurer (2006-2013)
- abbé Hubert Bizard (2005-2006)
- abbé Robert Novokowsky (2003-2005)
- abbé Charles van Vliet (2001-2003)
- abbé Louis Campbell (1999-2001)
- abbé Charles Ryan (1995-1999)

## Vie paroissiale
La paroisse est très active avec de nombreux groupes, dont les Chevaliers de Colomb, les sœurs de Saint-Clément, Domus Christiani, un praesidum de la Légion de Marie, une chorale qui chante le chant grégorien et la polyphonie, une chorale de jeunes, et les Amis de Saint-Dominique Savio. La paroisse organise et participe chaque année durant trois jours un pèlerinage de cent kilomètres au sanctuaire marial Notre-Dame-du-Cap au Québec et envoie un chapitre tous les deux ans à la Pentecôte pour le pèlerinage de Chartres en France. 